# NXT TakeOver: Brooklyn 4
NXT TakeOver: Brooklyn 4 – gala wrestlingu wyprodukowana przez federację WWE dla zawodników brandu NXT. Odbyła się 18 sierpnia 2018 w Barclays Center w Brooklynie w stanie Nowy Jork. Była transmitowana na żywo za pośrednictwem WWE Network. Była to dwudziesta pierwsza gala z cyklu NXT TakeOver, a jednocześnie czwarta w 2018 roku.
Karta walk składała się z pięciu pojedynków, w tym czterech o tytuły mistrzowskie, a samo wydarzenie poprzedziły dwa mecze, które zostaną wyemitowane na potrzeby cotygodniowego programu NXT. W walce wieczoru Tommaso Ciampa, NXT Champion, obronił tytuł po pokonaniu Johnny’ego Gargano w Last Man Standing matchu. The Undisputed Era (Kyle O’Reilly i Roderick Strong) zachowali NXT Tag Team Championship, zwyciężając Moustache Mountain (Tyler Bate i Trent Seven), natomiast Adam Cole utracił NXT North American Championship na rzecz Ricocheta. W innym pojedynku Kairi Sane odebrała NXT Women’s Championship Shaynie Baszler. Na gali zadebiutował Matt Riddle.
Larry Csonka, redaktor portalu internetowego 411mania.com przyznał wydarzeniu 8,7 w 10–punktowej skali.

## Produkcja
NXT TakeOver: Brooklyn 4 oferowało walki profesjonalnego wrestlingu z udziałem wrestlerów z brandu NXT. Oskryptowane rywalizacje (storyline’y) kreowane były podczas cotygodniowych gal NXT. Wrestlerzy są przedstawieni jako heele (negatywni, źli zawodnicy i najczęściej wrogowie publiki) i face’owie (pozytywni, dobrzy i najczęściej ulubieńcy publiki), którzy rywalizują pomiędzy sobą w seriach walk mających budować napięcie. Kulminacją rywalizacji jest walka wrestlerska lub ich seria. NXT TakeOver: Brooklyn 4 było czwartą galą cyklu TakeOver wyprodukowaną w 2018.

### Rywalizacje
18 lipca na odcinku NXT Kairi Sane pokonała Candice LeRae i Nikki Cross w Triple Threat matchu, stając się pretendentką do NXT Women’s Championship i zmierzy się z Shayną Baszler o tytuł na TakeOver: Brooklyn 4.
25 lipca na odcinku NXT Ricochet zmierzył się z Adamem Cole’em po jego walce z Seanem Malutą. Ricochet następnie wyzwał Cole’a na walkę na TakeOver: Brooklyn 4 o NXT North American Championship, ale Cole odmówił. W następnym tygodniu na TakeOver: Brooklyn 4 zaplanowano mecz między Cole’em i Ricochetem o tytuł.
26 czerwca na gali NXT U.K. Championship, Moustache Mountain (Tyler Bate i Trent Seven) pokonał Kyle’a O’Reilly’ego i Rodericka Stronga z The Undisputed Era i zdobyli NXT Tag Team Championship. 27 czerwca na odcinku NXT The Undisputed Era pokonali Moustache Mountain Mountain i Ricocheta. Dwa tygodnie później zaplanowano rewanż między tymi dwoma zespołami o tytuły, a The Undisputed Era odzyskali tytuły. 1 sierpnia na odcinku NXT ustalono walkę Tag Teamową pomiędzy tymi dwoma zespołami o tytuły na TakeOver: Brooklyn 4.
26 czerwca na gali NXT U.K. Championship, EC3 i Velveteen Dream połączyli siły i zostali pokonani przez Aleistera Blacka i Ricocheta po tym, jak Dream opuścił ring podczas walki. 1 sierpnia na odcinku NXT zaplanowano walkę między nimi na TakeOver: Brooklyn 4.
25 lipca na odcinku NXT Tommaso Ciampa pokonał Aleistera Blacka i zdobył NXT Championship dzięki ingerencji Johnny’ego Gargano. W następnym tygodniu, gdy Black zbliżył się do ringu, by zmierzyć się z Ciampą, Gargano przebiegł obok Blacka i zaatakował Ciampę. Black następnie zaatakował Gargano. W następnym tygodniu Ciampa zaatakował Blacka i Gargano podczas zaplanowanej walki. Walka pomiędzy tą trójką o tytuł został ustalony na TakeOver: Brooklyn 4. Po zakończeniu odcinka Black został później znaleziony nieprzytomny na parkingu Full Sail Live. Gdy Black nie występował po kontuzji pachwiny, walka została zmieniona na walkę Last Man Standing pomiędzy Ciampą i Gargano.

## Wyniki walk
| Nr                                                                                    | Wyniki | Stypulacje                                      | Czas  |
| ------------------------------------------------------------------------------------- | --- | ----------------------------------------------- | ----- |
| 1N                                                                                    | Bianca Belair pokonała Deonnę Purrazzo                                                                               | Singles match                                   | 6:00  |
| 2N                                                                                    | Pete Dunne (c) pokonał Zacka Gibsona                                                                                 | Singles match o WWE United Kingdom Championship | 14:00 |
| 3                                                                                     | The Undisputed Era (Kyle O’Reilly i Roderick Strong) (c) pokonali Moustache Mountain (Tylera Bate'a i Trenta Sevena) | Tag Team match                                  | 18:06 |
| 4                                                                                     | Velveteen Dream pokonał EC3                                                                                          | Singles match                                   | 15:03 |
| 5                                                                                     | Ricochet pokonał Adama Cole’a (c)                                                                                    | Singles match o NXT North American Championship | 15:19 |
| 6                                                                                     | Kairi Sane pokonała Shaynę Baszler (c)                                                                               | Singles match o NXT Women’s Championship        | 13:37 |
| 7                                                                                     | Tommaso Ciampa (c) pokonał Johnny’ego Gargano                                                                        | Last Man Standing match o NXT Championship      | 33:42 |
| (c) – mistrz/mistrzyni przed walkąN – walka była nagrywana do oddzielnego odcinka NXT | |                                                 |       |